# Louco Por Você
"Louco Por Você" ("Loco Por Vos" o "Loco Por Ti" en español) es el primer álbum de estudio de Roberto Carlos, fue publicado en 1961. En él incluye las primeras canciones que publicó el artista. Lastimosamente, fue un fracaso comercial, y después se le consideraría como primer álbum al disco Splish Splash publicado en 1963.
Años más tarde, en 2014, se rescataría este álbum ahora bajo el nombre de Eternamente, sin embargo, no tendría una mayor remasterización, pues las grabaciones de ese álbum no son muy claras.

## Lista de canciones

### Lado A
| N.º   | Título             | Duración |  |
| 1.    | «Não é por mim»    | 2:56     |  |
| 2.    | «Olhando estrelas» | 2:09     |  |
| 3.    | «Só você»          | 2:19     |  |
| 4.    | «Mr. Sandman»      | 2:34     |  |
| 5.    | «Ser bem»          | 2:46     |  |
| 6.    | «Chore por mim»    | 3:18     |  |
| 16:02 |                    |          |  |

### Lado B
| N.º   | Título           | Duración |  |
| 1.    | «Louco por você» | 3:25     |  |
| 2.    | «Linda»          | 2:34     |  |
| 3.    | «Chorei»         | 2:04     |  |
| 4.    | «Se você gostou» | 2:27     |  |
| 5.    | «Solo per te»    | 2:43     |  |
| 6.    | «Eternamente»    | 3:03     |  |
| 13:49 |                  |          |  |